# 사티야지트 레이
사티아지트 라이(벵골어: সত্যজিৎ রায়, 영어: Satyajit Ray, 1921년 5월 2일 ~ 1992년 4월 23일)는 인도의 영화감독이다. 영화 《아푸》 3부작으로 전 세계적으로 이름을 알린 인물이다. 인도에 방문한 프랑스 영화 감독 장 르누아르에게 가르침을 요청하여 1955년, 혼자힘으로 《아푸 제1부 - 길의 노래》를 촬영하여 1956년 칸 영화제에서 특별상을 받았다. 그 제2부 《불굴의 인간》은 1956년 베니스 영화제 황금사자상을 수상, 제3부 《아푸의 세계》도 절찬을 받았다. 《아푸》 3부작은 벵골의 가난한 민중들의 고뇌의 생활시(生活詩)이며, 세계 영화계의 불멸의 역작이 되었다.

## 작품 목록
- 아푸 3부작
  - 길의 노래 (1955)
  - 아파라지토 / 불굴의 인간 (1956)
  - 아푸의 세계 (1959)

- 캘커타 3부작
  - 프라티완디 (Pratidwandi, 1970)
  - 시마바따 (Seemabaddha, 1971)
  - 자나 아라냐 (Jana Aranya, 1976)

- 구피 & 바가 시리즈
  - 더 어드벤쳐 오브 구피 앤 바가 (1969)
  - 히리크 라자르 데셰 (Hirak Rajar Deshe, 1980)

- 펠루다 시리즈
  - 더 골든 포트리스 (Sonar Kella, 1974)
  - 조이 바바 펠루나트 (Joi Baba Felunath, 1979)

- 현인의 돌 (1958)
- 뮤직 룸 (1958)
- 데비 (1960)
- 대도시 (1963)
- 차룰라타 (1964)
- 대지의 눈물 (1973)
- 가정과 세상 (1984)
- 애건턱 (1991)

## 참고 자료
- 이 문서에는 다음커뮤니케이션(현 카카오)에서 GFDL 또는 CC-SA 라이선스로 배포한 글로벌 세계대백과사전의 내용을 기초로 작성된 글이 포함되어 있습니다.